# SETL
SETL (Set Language, engl. für Mengensprache) ist eine höhere Programmiersprache die auf der Mengenlehre der Mathematik aufbaut. Sie wurde 1969/70 von Jack T. Schwartz am Courant Institute of Mathematical Sciences of New York University entwickelt.
Als fundamentale Datentypen kennt SETL Integer, Real, String, Boolean und den Nullwert Omega (om). Es gibt keine starke Typisierung, der Datentyp einer Variable wird je nach zugewiesenem Inhalt angepasst. Des Weiteren verfügt SETL über automatische Speicherbereinigung.
SETL kennt zwei Datenstrukturen, das unsortierte set (engl. Menge) und das tuple (engl. Tupel) als geordnete Folge von Elementen. Ein set weist die Besonderheit auf, dass in ihm kein Wert doppelt vorkommt, bei einem tuple ist dies jedoch gestattet. Bis auf diese Einschränkung ist der Inhalt von einem set oder einem tuple beliebig, sie können auch weitere sets und tuples beinhalten. Ein Sonderfall ist die map (kurz für mapping, engl. Abbildung). Sie ist eine Menge von geordneten Paaren und besteht aus tuples der Länge 2.
Des Weiteren stellt SETL do-while-Schleifen, if-then-else- und case-Anweisungen zur Verfügung. Auch gibt es spezialisierte Schleifen zum Durchlaufen von tuples und sets.
Von Hause aus kennt SETL zahlreiche Operatoren für die Grundrechenarten, sowie trigonometrische und andere mathematische Aufgaben. Des Weiteren besitzt SETL spezielle Operatoren zum Arbeiten mit Mengen und Zeichenketten. Außerdem kann man eigene Operatoren festlegen.

## Implementierung
Aufgrund der jahrelangen Zusammenarbeit der New York University und Wissenschaftlern aus Nowosibirsk, wurde SETL nicht nur auf Rechnern der amerikanischen Firma Burrough, sondern auch auf russischen Rechnern vom Typ BESM-6 und ES EVM implementiert. Mittlerweile gibt es auch verschiedene Implementierungen für alle gängigen Betriebssysteme.

## Beispielquelltext
Zwei Beispiele zum Ausgeben aller Primzahlen von 2 bis n. Besonders am zweiten Beispiel lässt sich erkennen, dass die Sprache auf der Mengenlehre aufbaut.
```
program
 primzahlen;
  
$ Dieses Programm gibt alle Primzahlen aus, die kleiner als der eingelesene Parameter sind

  
read
(
n
);              
$lese Parameter ein

  
primes
 := { };        
$Menge der ausgegebenen Primzahlen

  
p
 := 
2
;               
$erste Primzahl festlegen

  
$ Schleife um weitere Primzahlen zu ermitteln

  
loop while
 
p
 < 
n
 
do
   
$ Wiederhole solange p kleiner als n ist

    
if notexists
 
t
 
in
 
primes
 | 
p
 
mod
 
t
 = 
0
 
then

      
print
(
p
);         
$keine der bisherig ermittelten Primzahlen ist Teiler von p, also gib die Primzahl aus

      
primes
 
with
 := 
p
; 
$Füge sie zur Menge der ausgegebenen Primzahlen hinzu

    
end if
;
    
p
 := 
p
 + 
1
;         
$Zu testende Zahl um eins erhöhen

  
end loop
;

end program
 primzahlen;
```

```
program
 primzahlen2;
  
read
(
n
);
  
print
({
p
 
in
 {
2
..
n
} | 
forall
 
t
 
in
 {
2
..
p
 - 
1
} | 
p
 
mod
 
t
 > 
0
});
  
$Gib die Menge aller Zahlen p aus der Menge 2 bis n aus, für die gilt,

  
$dass p sich durch keine der Zahlen der Menge 2 bis p-1 glatt teilen lässt

 
end program
 primzahlen2;
```